# Туймази – Уфа (трубопровід для ЗВГ)
Туймази – Уфа (трубопровід для ЗВГ) – трубопровід, призначений для транспортування зріджених вуглеводневих газів (ЗВГ).
Ще в 1930-х роках ввели в дію перший нафтопровід для транспортування продукції Туймазинського родовища на Уфімський нафтопереробний завод, а в 1953-му запустили Туймазинський газопереробний завод, який сполучили зі столицею Башкирії газопроводом Туймази – Уфа. При цьому Туймазинський ГПЗ також продукував зріджені вуглеводневі гази (ЗВГ, гомологи метану), а починаюючи з 1956-му в Уфі почали вводитись піролізні установки, що створювало попит на пропан-бутанову фракцію. Як наслідок, у підсумку трубопровідний коридор Туймази – Уфа доповнили продуктопроводом довжиною 172 км та діаметром 250 мм, що призначений для транспортування ЗВГ.
Окрім живлення піролізного виробництва, постачений по продуктопроводу ресурс призначався для газонаповнювальних станцій, що провадять заправку автомобілів.